# محاصره نیقیه
محاصره نایسیا در بین ۱۴ مه ۱۰۹۷ تا ۱۹ ژوئن ۱۰۹۷ در طول نخستین جنگ صلیبی رخ داد. نایسیا در شرق دریاچه ایزنیک قرار گرفته و توسط سلجوقیان از امپراتوری روم شرقی گرفته شد و در سال ۱۰۸۱ پایتخت سلجوقیان روم بود. در سال ۱۰۹۶ نیروهای مردمی صلیبیون سرزمین‌های اطراف شهر را غارت کردند. قلج ارسلان یکم ابتدا این رویدادها را خطر تصور نمی‌کرد. وی خزانه و خانواده‌اش را برای نبرد با دانشمندیان برای کنترل ملطیه ترک کرد. صلیبیون قسطنطنیه را در اواخر آوریل ۱۰۹۷ ترک کردند. در ۶ مه به شهر رسیدند. در ۱۴ مه محاصره نظامی را آغاز کردند. صلیبیون نیروهای خود را به به بخش‌های مختلف دیوار که توسط ۲۰۰ برج از آن دفاع می‌شد، اختصاص داده بودند. نیروهای بوهموند در ضلع شمالی، نیروهای رایموند در ضلع شرقی و نیروهای گدفروای در ضلع جنوبی قرار داشتند.

## پیش‌زمینه
دلایل وقوع جنگ‌های صلیبی و به‌طور ویژه نخستین جنگ صلیبی به صورت گسترده‌ای میان مورخان مورد گفتگو قرار گرفته‌است. در حالی که ممکن است در مورد کم و کیف وقوع این جنگ‌ها بین مورخان اختلاف باشد اما آنچه روشن است این است که وقوع نخستین جنگ صلیبی ناشی از ترکیبی از عوامل مؤثر در اروپا و خاورمیانه است که منشأ آن وضعیت سیاسی دنیای مسیحی کاتولیک از جمله وضعیت سیاسی و اجتماعی در اروپای سدهٔ ۱۱، پیدایش جنبش اصلاحی در نهاد پاپ و کلیسا، و نیز رودررویی نظامی و مذهبی مسیحیت و اسلام در شرق (نبرد ملازگرد)، است.
مسیحیت در دورهٔ ژوستلین در سراسر امپراتوری روم پذیرفته و رسمیت یافت، اما در سدهٔ هفتم تا هشتم با ظهور و قدرت‌یابی خلافت راشدین و خلافت اموی که منجر به فتح سوریه، مصر و شمال آفریقا — که قسمت بزرگی از امپراتوری مسیحی بیزانس بود — و همچنین تسخیر اسپانیا که تحت فرمانروایی پادشاهی ویزیگوت بود، زمینه‌های برخورد اولیه با حکومت‌های مسیحی فراهم آمد. اما با ضعف دولت اسلامی، سرانجام امپراتوری اموی در شمال آفریقا فروریخت و تعدادی پادشاهی کوچک مسلمان پدیدار شدند، مانند حکومت اغلبیان که در سدهٔ نهم میلادی به تحرکات خود علیه دول اروپایی-مسیحی ادامه دادند. دول پیزا، جنوا و شاهزاده‌نشین کاتالونیا در جواب تهاجمات نیروهای مسلمان، نبردهایی را برای کنترل حوضهٔ مدیترانه علیه این پادشاهی‌های مسلمان، آغاز کردند، که برای نمونه می‌توان از لشکرکشی به مهدیه و نبرد در مایورکا و ساردینیا نام برد.
در میان سال‌های ۱۰۹۶ تا ۱۱۰۱، یونانی‌های بیزانسی ورود صلیبیون را در سه موج جداگانه به داخل قسطنطنیه تجربه کردند. در ابتدای تابستان ۱۰۹۶، گروه پرتعداد و آشفته‌ای از صلیبیون به خارج از دیوارهای قسطنطنیه رسیدند. طبق گزارش‌ها، این موج فاقد انضباط نظامی و تجهیزات کافی مورد نیاز یک سپاه برای حمله یا تسخیر منطقه‌ای بودند. این گروه نخستین را، معمولاً جنگ صلیبی عوام‌الناس یا جنگ‌صلیبی مردم نامیده‌اند که بوسیلهٔ پیتر راهب و والتر فقیر فرماندهی می‌شد.
موج دوم نیز همانند موج اول، فاقد رهبرانی همچون پادشاهان اروپایی بود که این موج همراه با فرماندهانشان تشکیل و حرکت خود را به سمت شرق آغاز کردند. تعداد این گروه و نخستین موج روی هم رفته، ۶۰٬۰۰۰ تن تخمین زده می‌شود.
موج دوم توسط اوگ یکم، کنت ورماندو؛ برادر فیلیپ یکم، پادشاه فرانسه رهبری می‌شد. همچنین ریموند چهارم، کنت تولوز و سپاهی از پروانسی‌ها در موج دوم شرکت داشتند. «این موج دوم از صلیبیونی بود که از میان آسیای کوچک گذر کردند و انطاکیه را در ۱۰۹۸ تصرف و سرانجام اورشلیم را در ۱۵ ژوئیه ۱۰۹۹ تسخیر کردند.»
موج سوم، مرکب از گروه‌هایی از لمباردی، فرانسه و باواریا بود که در ابتدای تابستان ۱۱۰۱ به اورشلیم رسیدند.

### وضعیت شرق

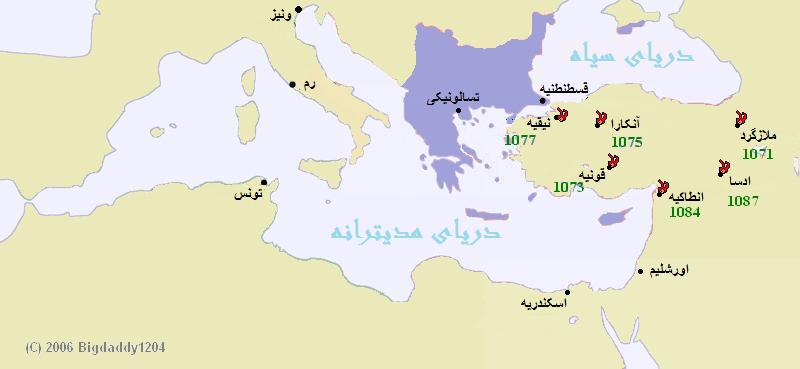
امپراتوری بیزانس کنترل بیشتر قسمت‌های آناتولی را در پی نبرد ملازگرد از دست داد.

پس از جنگ ملازگرد، سلجوقیان (در سال ۱۰۷۱ میلادی) به اوج قدرت خود رسیدند، اما پس از مرگ آلب‌ارسلان و ملکشاه در سال ۱۰۹۲ میلادی اوضاع رو به آشفتگی رفت و ترکان سلجوقی درگیر جنگی داخلی شدند که منجر به تقسیم حکومت و امپراتوری سلجوقی شد. در این زمان عراق صحنه آشوب‌ها و انقلاب‌هایی بود که به وسیلهٔ اعراب و ترک‌ها رهبری می‌شد. اما در شام، تتش در سال ۱۰۹۵ میلادی درگذشت و پسرانش رضوان، حاکم حلب، و دقاق، حاکم دمشق، پس از کوشش‌های فراوان بر اوضاع مسلط شدند. اورشلیم به حکومت ارتقیان انتقال یافت. طرابلس زیر سلطه شیعیان بنی عمار بود. فاطمیان مصر با استفاده از این آشفتگی به گسترش اراضی خویش در فلسطین پرداختند و اورشلیم را تسخیر کردند و موصل زیر فرمان کربوغا بود. همهٔ این حاکمان پس از رسیدن صلیبیون به انطاکیه به جنگ با آن‌ها برخاستند، ولی چیرگی آنان بر این شهر این نبرد از نیروی مسلمانان کاست.
امپراتوری بیزانس تا هنگامی که صلیبی‌ها برسند به نبرد با سلجوقی‌ها و دیگر امارت‌های ترک برای کنترل آناتولی و سوریه ادامه داد. ترکان سلجوقی که مسلمانان سنی مذهب و متعصبی بودند، در گذشته توسط امپراتوری بزرگ سلجوقیان فرمانروایی می‌شدند، اما پس از مرگ ملکشاه یکم در سال ۱۰۹۲ میلادی و پیش از آغاز جنگ‌صلیبی این امپراتوری به ایالت‌های کوچکتری تقسیم شد.
پس از مرگ ملکشاه، سلطنت روم توسط قلج ارسلان یکم ادامه یافت؛ و در سوریه نیز به وسیلهٔ برادر ملکشاه، تتش یکم، که در ۱۰۹۵ درگذشت؛ پسران تتش، فخرالملک رضوان و دقاق بن تتش، هرکدام به ترتیب، حکومت حلب و دمشق را به ارث بردند، همچنین سوریه میان امیرهایی که با یکدیگر ستیزه داشتند، مانند کربغا، اتابک موصل؛ تکه‌تکه شد.
مصر و بیشتر فلسطین توسط اعراب شیعه و خلافت شیعی و عرب فاطمیان کنترل می‌شد، که در پی از راه رسیدن سلجوقیان قلمروشان کوچکتر نیز شد. جنگ بین فاطمیان و سلجوقیان، دلیل بزرگ قطع دسترسی مسیحیان محلی و همچنین برای زائران غربی محسوب می‌شد. فاطمیان، تحت حکومت اسمی خلیفه احمد مستعلی قرار داشتند، اما در واقع توسط وزیر افضل شاهنشاه کنترل می‌شدند؛ آنان در ۱۰۷۳ اورشلیم را به سلجوقیان باختند (اگرچه بعضی از گزارش‌ها ۱۰۷۶ گفته‌اند)؛ آن‌ها مجدداً اورشلیم را در سال ۱۰۹۸ از آل ارتق که قبیلهٔ ترک کوچکی بود و کمی پیش از رسیدن صلیبی‌ها به سلجوقیان پیوسته بود؛ بازپس گرفتند.

## جنگ صلیبی مردم
با دستور پاپ، موعظه مردم توسط راهبان و کشیشان برای شرکت در جنگ و آزادسازی اراضی مقدس آغاز شد و براثر تبلیغات آنان، مردم عادی از جمله کشاورزان و بردگان به دعوت پاپ پیوستند و خود را آماده حرکت به سمت شرق کردند. رهبری این گروه از مردم عادی برعهده پطروس زاهد و والتر (والتر) بود. ۱۵هزار تن بدون کوچک‌ترین ابزار و تدارک جنگی و آگاهی از نظام سپاهیگری، مارس تا اکتبر ۱۰۹۶ همراه پطروس از غرب اروپا به سوی سرزمین‌های مقدّس در شرق به راه‌افتادند و کسانی هم بین راه با آن‌ها همراه شدند و سرانجام به ایالت کولونی / کلن رسیدند. طی اقامت این افراد در ایالت راینلاند، کشتارهای وسیعی (یهودیان) صورت گرفت. صلیبیون پس از کشتار یهودیان حرکت خود را به سمت شرق و به مقصد قسطنطنیه ادامه دادند و بر سر راه خود شهرهایی همچون بلگراد و زمون را غارت کردند تا اینکه در اوت ۱۰۹۶ به حومه قسطنطنیه رسیدند. امپراتور بیزانس، آلکسیوس کومننوس، با مشاهده عدم آمادگی و قدرت نظامی صلیبیون پیشنهاد داد تا زمان رسیدن ارتش شاهزادگان و تیول‌داران منتظر بمانند اما درخواست از جانب صلیبیون رد شد و با عبور تنگه بسفور وارد خاک آسیای صغیر شدند.
نیمه سپتامبر صلیبیون فرانسوی با پیش‌رفتن تا دروازه‌های نیقیه (ازنیق)، پایتخت قلچ ارسلان سلجوقی، به‌غارت روستاها و آبادی‌های اطراف و کشتار ساکنان آن‌ها که مسیحی بودند دست زدند. به فاصله‌اندکی، ژرمن‌ها و ایتالیایی‌ها (بالغ‌بر ۶هزار نفر) نیز به فرماندهی رینالد لومباردی دژ مستحکم زریگوردون/ زیریگوردوس را که‌جزو قلمرو سلجوقیان بود، تصرف کردند و آن را قرارگاه خود ساختند. در پی این تجاوز آشکار، قلچ ارسلان با سپاهی مجهز، به‌مقابله برخاست و قلعه‌را پس از هشت روز محاصره، باز پس‌گرفت و ژرمن‌ها را قلع‌و قمع کرد و رینالد و شمار زیادی را به اسارت گرفت. پطورس زاهد، به قسطنطنیه رفت تا از امپراتور کمک گیرد اما هرگز بازنگشت. ترکان سپس تله‌هایی در کنار رود و روستای دراکون برای سپاهیان والتر و سایر لشکریان عوام قرار دادند و بیش‌تر آنان از جمله والتر در ۲۱ اکتبر ۱۰۹۶ کشته شدند. بازماندگان این گروه با کمک کشتی‌های بیزانسی به قسطنطنیه بازگشتند و در حومه شهر اسکان یافتند. بدین‌ترتیب، حمله‌عوام با تلفات انسانی بسیار، به شکست انجامید.

## حرکت شاهزادگان و امیران
تقریباً در همان تاریخی که پاپ اوربان دوم در مجمع کلرمون تعیین کرده بود. (۱۵ اوت۱۰۹۶)، امیران و تیولداران غرب اروپا در قالب چهار و، به روایتی ضعیف، پنج سپاه مجهز، از مناطق مختلف اروپا به سوی مشرق حرکت کردند.

### گادفری بوین
فرمانده نخستین سپاه صلیبی گادفری دو بویون چهارم، دوکِ لورن سفلا واقع در شمال شرقی فرانسه، بود که همراه دو برادرش، با سپاهی بالغ‌بر ۱۰هزار سواره و ۷۰هزار پیاده حرکت کرد و پس از عبور از مجارستان و بلغارستان به حومه قسطنطنیه رسید. امپراتور بیزانس از حضور این سپاه عظیم صلیبی در حومه قسطنطنیه احساس خطر کرد بنابراین تصمیم گرفت از این سپاه برای باز پس گرفتن شهرهایش که به تصرف سلجوقیان درآمده بود، استفاده‌کند. از این‌رو، در اوایل ژانویه ۱۰۹۷ آن‌ها را به شهر پرا واقع در آن سوی تنگه بسفور، در آسیای صغیر منتقل کرد. گادفری پس از سه ماه تحمل انواع فشارهای امپراتور، سرانجام با وی بیعت کرد و وعده داد تمام شهرهای قلمرو بیزانسی‌ها در آسیای صغیر را بازپس گیرد و به نمایندگان‌امپراتور تحویل‌دهد. سپس در شهر پلکانیوم واقع در غرب نیکومدیا اقامت گزید و منتظر رسیدن سایر لشکریان صلیبی شد.

### کنت بوهموند
دومین سپاه متشکل‌از نورمان‌های جنوب ایتالیا به رهبری کنت بوهموند (در روایات‌عربی: بیمند)، امیر تارانتو، بود که قدرت و نفوذ سیاسی و نظامی زیادی داشت و با فنون جنگی کاملاً آشنا بود. وی در اوایل نوامبر ۱۰۹۶ با کشتی از شهر باری حرکت کرد و پس از عبور از شهرهای مهم اروپایی، در ۹ یا ۱۰ آوریل ۱۰۹۷، با امپراتور دیدار و بر اطاعت از او سوگند یاد کرد. امپراتور نیز ریاست کل این حمله صلیبی را به وی سپرد. سپس، بوهموند همراه با سپاهش راهی آسیای صغیر شد تا به سپاه گادفری ملحق گردد.
پیش از اقدام به جنگ، توافقنامه‌ای میان سران صلیبی و امپراتور روم شرقی منعقد شد که طبق آن، صلیبیون غرب اروپا تعهد کردند تمام سرزمین‌های امپراتوری را که پس از نبرد ملازگرد به تصرف سلجوقیان درآمده بود، پس از بازپس‌گیری به نماینده وی تحویل دهند و در مقابل، از انواع کمک‌های امپراتور بیزانسی بهره‌مند شوند.

### کنت ریموند
رهبر سومین سپاه، متشکل از شوالیه‌ها و تیولداران دو منطقه تولوز و پرووانس واقع در جنوب فرانسه، کنتِ تولوز، معروف به ریموند دو سن‌ژیل بود که ظاهراً نیرومندترین سردار لشکریان صلیبی به‌شمار می‌رفت. پاپ به همراه وی، آدمار را به نمایندگی خود و رئیس‌روحانی این حمله صلیبی فرستاد. این سپاه بزرگ که بالغ بر هشتاد هزار نفر جنگجو در آن‌حضور داشتند و مورخ مشهور نخستین جنگ صلیبی، رمون آگیلری، آن را همراهی‌می‌کرد، در ۱۵ دسامبر ۱۰۹۶ از جنوب فرانسه حرکت کرد و در طول مسیر بارها درگیر جنگ شد. کنت ریموند به دعوت امپراتور بیزانس به قسطنطنیه رفت و به‌رغم میل باطنی خود، بر اثر فشار و وساطت پاپ و برای حفظ یکپارچگی و وحدت سپاهیان صلیبی، سوگند خورد که امپراتور را محترم بدارد.

## محاصره نیقیه
شهر نیقیه در کنار دریاچه ازنیک و در نزدیکی دریای مرمره واقع شده بود و سلجوقیان روم آن را به پایتختی خود برگزیده بودند. اهمیت کنترل شهر از آنجا بود که این دژ مشرف بر مسیر ارتباطی میان سایر نقاط آناتولی با قسطنطنیه قرار داشت. با نزدیک شدن به تابستان، سپاه صلیبی در اواخر آوریل و پیش از رسیدن صلیبیون شمال فرانسه، لشکرگاه پلکانوم را به سوی نیقیه ترک کردند.
در این هنگام قلج ارسلان سلطان سلجوقی به شرق رفته بود تا ملطیه که تحت حکمرانی گابریل ارمنی قرار داشت، مطیع خود ساخته و دست امیر دانشمندی را از آن کوتاه کند. او پیش از این سپاهیان پیتر زاهد را به آسانی شکست داده و با اخباری که از جاسوسانش مبنی بر اختلافات میان امپراتور و صلیبیون دریافت کرده بود، تهدید صلیبیون برای پایتختش را ناچیز شمرده، زن، فرزندان و خزانه خود را در نیقیه رها کرده بود ولی به محض دریافت اخبار تجمع صلیبیون در پلکانوم، شماری از سپاهیانش را روانه غرب کرد و خود نیز پس از پایان کارش در مرزهای شرقی به سوی پایتختش به حرکت درآمد.
در ۲۶ آوریل، سپاه گادفری از پلکانوم حرکت کرده و سه روز بعد را در نیکومدیا گذراند و در آنجا تانکرد و سپاه بوهموند و پیتر زاهد و بازماندگان لشکر عوام به او پیوسته و با همراهی عده ای از مهندسان بیزانسی‌ها که وسائل قلعه گشایی همراه داشتند به فرماندهی مانوئل بوتومیتز به راه افتاده و پس از گذر از سویتت، به سوی نیقیه ادامه مسیر دادند. بوهموند خود برای مذاکرات پیرامون تأمین خواربار و آذوقه به قسطنطنیه بازگشت اما گادفری با پیروی از راهنمایی‌های امپراتور و عبرت گرفتن از سپاه پیتر که هنوز استخوان‌هایشان مسیر سویتت را پوشانده بود با دقت و هوشیاری کامل پیشروی می‌کرد و با ارسال پیش‌آهنگ مسیر پیشرو را باز و مسیر پشت سر را هم برای مابقی صلیبیون در راه، علامت گذاری می‌کرد و سرانجام در ششم ماه مه به نیقیه رسید. باروی شهر به طول چهار مایل از قسمت‌های کم عمق آب دریاچه بیرون آمده و توسط دویست و چهل برج نگهبانی می‌شد و در گذشته بیزانسی‌ها دائماً آن را تعمیر و مستحکم نگه می‌داشتند. گادفری در شمال، تانکرد در شرق و دیوارهای جنوب برای سپاه ریموند که هنوز به آنجا نرسیده بود، باقی گذاشته شد.
پادگان ترکان در شهر علیرغم کافی بودن از نظر نفرات و نیرو، چندین پیک برای قلج ارسلان ارسال و از او درخواست کردند تا از مسیر جنوب به کمک شهر بشتابد اما پیش از رسیدن او، در ابتدا بوهموند به همراه خواربار اهدایی امپراتور و پس از دو یا سه روز در شانزدهم ماه مه، ریموند همراه با سپاهش به شهر رسیده و محاصره کامل شد. امپراتور به پلکانوم نقل مکان کرد تا ارتباط خود با سپاه صلیبی را نزدیک تر کرده و پایتخت را هم کنترل کند؛ او با برقراری خط تدارکات رایگان دریایی و زمینی برای صلیبیون مشکل تأمین آذوقه آنان را برطرف کند.
پس از رسیدن ریموند به شهر، عده ای از نیروهای امدادی ترک نیز به آنجا رسیدند و پس از زد و خورد اندکی با سپاه ریموند، عقب نشسته و به انتظار سپاه سلطان که در حال نزدیک شدن بود نشستند. پادگان شهر با مشاهده عقب‌نشینی نیروهای کمکی از بوتومیتز درخواست مذاکره کردند ولی به علت رسیدن خبر نزدیک شدن سلطان، مذاکرات به نتیجه نرسید.
سپاه سلطان در ۲۱ ماه مه از سمت جنوب به شهر رسید و با سپاه ریموند و آدهمار درگیر نبرد شد تا راهی برای ورود به شهر باز کند. از میان صلیبیون تنها رابرت کنت فلاندرز و سپاهش به کمک ریموند شتافته و بقیه سپاه خط محاصره را حفظ کردند. با رسیدن شب نبرد پایان یافت و سلطان که نتوانسته بود پیروز میدان گردد و ادامه نبرد در جلگه پیرامون شهر را هم مناسب نمی‌دید به سوی مناطق کوهستانی عقب نشست و سرنوشت شهر و تصمیم برای هر نوع عمل را به پادگان شهر واگذارد.
در این نبرد تلفات زیادی به صلیبی‌ها وارد شد و شمار زیادی نیز زخمی شده بودند ولی پیدا کردن طناب‌هایی در میان جنازه‌های ترکان که برای اسیر کردن آنان از سوی سلطان تهیه شده بود، باعث گردید روحیه آنان تقویت شود. آنان سر جسدهای سربازان ترک را جدا کرده و تعدادی را روبروی دروازه‌ها به نیزه زده و بقیه را به درون شهر پرتاب کرده تا روحیه پادگان شهر را تخریب کنند. صلیبیون بارها سعی کردند تا با کندن پای باروهای شهر و برافروختن آتش به شهر راهی باز کنند ولی تلاش آنان هر بار بی‌نتیجه مانده و با رسیدن شب، پادگان شهر به مرمت خسارات وارد شده مبادرت می‌کرد. در این میان صلیبیون دریافتند که محاصره شان کامل نیست و شهر از راه دریاچه با اطراف خود ارتباط دارد و ناچار شدند از امپراتور درخواست کنند تا این مسیر را با ناوگان خود مسدود کند؛ این درخواست با پاسخ مثبت روبرو شد و امپراتور ناوگانی را به فرماندهی بوتومیتز در دریاچه مستقر کرد. به عقیده رانسیمان، امپراتور خود از این مسئله آگاه بود ولی تمایل داشت تا صلیبیون به لزوم همکاری و کمک وی آگاه شده و به درخواست از او روی آورند. سپاه رابرت نرماندی و استفان بلوا نیز در سه ژوئن به محاصره پیوستند. این سپاه متحد صلیبی در شورای شاهزادگان به بحث و تصمیم‌گیری‌های لازم و مهم برای فرماندهی سپاه می‌پرداختند.
پادگان ترک شهر با مشاهده ناوگان بیزانسی و آگاهی از حمله همه‌جانبه صلیبیون در نوزده ژوئن تصمیم گرفت تا شهر را تسلیم امپراتور کنند. الکسیوس که تمایلی به آسیب رسیدن به شهر و ساکنانش نداشت بوتومیتز را مأمور گفتگو با پادگان شهر کرده و صلیبیون را از آخرین گفتگوها بیخبر گذاشته بود. صلیبیون که آمده شدند در روز نوزدهم ژوئن به شهر یورش ببرند با طلوع خورشید به پرچم‌های امپراتوری بر فراز باروهای شهر روبرو گردیدند زیرا ترکان شبانه دروازه دریاچه را بر روی سپاه پشنگ‌های امپراتوری گشوده و تسلیم شده بودند.

## پس از نبرد
سربازان صلیبی که به غارت شهر و گرفتن خونبهای اسیران ترک دلبسته بودند با دیدن رویداد و حرکت اشراف ترک در پناه سربازان بیزانسی به سوی پلکانوم خشمگین شده و کینهٔ این کار امپراتور را به دل گرفتند. گرچه امپراتور با اعطای جیره آذوقه اضافی و دادن هدایایی به آنان در پی خرسند کردن آنان برآمد و سران آنان را به پلکانوم فراخوانده تا از طلای خزانه قلج ارسلان به آنان هدیه دهد. استفان کنت بلوآ که برخلاف دیگران مایل نبود امپراتور شخصاً به نیقیه بیاید، همراه با ریموند به پلکانوم رفت و کوه طلایی که سهمش شده بود باعث حیرت و شگفتی او گردید. او در برابر این هدیه‌ها از دیگر صلیبیون که هنوز سوگند نخورده بودند درخواست کرد تا این مراسم را برگزار و سران خرد صلیبیون نیز این خواست را اجابت کرده، سوگند خوردند. تانکرد که تقاضای سهم بیشتری از غنائم داشت نیز پس از کمی مشاجره، با اکراه سوگند خورد. الکسیوس سران و بزرگان ترک را با دریافت خونبها آزاد کرد و همسر و تصمیم گرفت تا فرزندان قلج ارسلان را هم بدون پرداخت مبلغی به فرستاده سلطان واگذارد، این رفتار الکسیوس با اسیران باعث حیرت صلیبیون شد و آنان این را نوعی خیانت محسوب کردند.
به هرحال صلیبیون با آنکه موفق به غارت شهر نشدند اما پیروزی در این جنگ را نوید دهنده پیروزی‌های آینده خود قلمداد کرده و با ارسال نامه‌هایی این پیروزی را به اطلاع سایر شهرهای سرزمین‌های غربی رساندند و موجب برپایی شور و هیجان در آنجا شده و شماری از مردم نقاط مختلف و شهرهای ایتالیا صلیب گرفتند تا به این جنبش بپیوندند. استفان کنت بلوآ در نامه ای به همسر خود نوشت: «تا پنج هفته دیگر در اورشلیم خواهیم بود، مگر آنکه در انطاکیه در پیشروی ما وقفه ای روی دهد.»
قلج ارسلان پس از شکست در نیقیه به شرق رفته و در کنار جمع‌آوری نیروهای خود با امیر دانشمندیان نیز اتحادی بست و در اواخر ژوئن سپاه متحد او و دست نشانده اش، حسن امیر کاپادوکیه بهمراه امیر دانشمندیان به سوی غرب حرکت کرده و در سی ژوئن در دره ای نزدیکی دورلیوم به کمین صلیبیون نشستند.

## یادداشت
1. ↑  انطاکیه زیر فرمان یاغی سیان ترکمان بود که از سوی ملکشاه سلجوقی به عنوان حاکم آن‌جا تعیین گردیده بود. یاغی سیان پس از آگاهی بر تهاجم صلیبیون مسلمانان را بسیج کرد. دقاق امیر دمشق و کربوغا، امیر موصل، با لشکرهایشان با شتاب حرکت کردند. خلیفه عباسی نیز وعده داد که سپاهی را به کمک انطاکیه بفرستد؛ ولی فیروز ارمنی که نخست مسیحی بود و بعد مسلمان شد و تا مقام معاونت یاغی سیان ارتقا یافت، پنهانی با فرمانده صلیبیون، بوهمند، ارتباط برقرار کرد و پنهانی انطاکیه را به او فروخت و راه ورود فرنگیان را به شهر هموار کرد. هنگامی که کربوغا به انطاکیه رسید وارد جنگ شد اما شکست خورد. سپس دقاق با لشکر شام عقب نشست و صلیبی‌ها پیروزی سرنوشت سازشان را که راه ورود آنان به سرزمین‌های مقدس را هموار می‌ساخت، محقق ساختند.